# 乌加莱站
乌加莱站是文茨皮尔斯-图库姆斯铁路线上的一个火车站，车站建于1901年并于当年投入使用；上世纪二三十年代车站曾作为铁路工人的简易营房。